# Heresiarches daedalus
Heresiarches daedalus är en stekelart som först beskrevs av Tosquinet 1903.  Heresiarches daedalus ingår i släktet Heresiarches och familjen brokparasitsteklar. Inga underarter finns listade i Catalogue of Life.